# بروتين ناقل غشائي
البروتين الناقل هو بروتين معني بحركة الأيونات، والجزيئات الصغيرة منها أو الكبيرة، مثل بروتين آخر، عبر غشاء خلوي. بروتينات الغشاء الخلوي تنقسم لنوعين: بروتينات داخلية (تكاملية) و بروتينات خارجية (تركيبية أو طرفية). البروتينات الناقلة هي من البروتينات الداخلية التي تخترق كلا طبقتي الدهون المفسفرة. تساعد هذه البروتينات في نقل المواد من خلال النقل البسيط أو النقل النشط. نوعا البروتينات التي تنقل المواد بإحدى هاتي الطريقتين يمكن تصنيفهما كقنوات أو كحاملات.  

## الفرق بين القنوات والحاملات
البروتين الناقل لا يكون مفتوح لكلا جهتي الغشاء الخلوي في الوقت ذاته، إما بوابته الداخلية مفتوحة أو الخارجية. أما القنوات فيمكن لكلا الجهتين أن يكونا مفتوحتين معا، سامحة للمواد المذابة أن تنتقل وتنتشر دون مقاطعة. البروتينات لديها مواقع ارتباط، بينما القنوات لا تملك تلك المواقع. عندما تكون القناة مفتوحة، ملايين الأيونات يمكنها أن تعبر خلال ثانية، بينما يمكن فقط من 100 إلى 1000 جزيئة أن تعبر من خلال البروتين الناقل خلال ثانية. كل بروتين مصمم أن يتعرف على نوع واحد من المواد أو مجموعة من المواد شديدة التشابه. وقد ربطت الأبحاث بعض الأمراض بعيوب في بعض البروتينات الناقلة.
 النقل الذي تقوم به هذه البروتينات ينقسم إلى نوعان:
نقل مباشر ونقل نشط.
النقل المباشر لا يحتاج لطاقة لأنه يكون من التركيز الأعلى إلى التركيز الأقل. والنقل المباشر ينقسم بدوره إلى نوعان: نقل بسيط لا يحتاج لبروتينات ناقلة، ونقل ميسر إلى قنوات بروتينية أو بروتينات ناقلة. أما النوع الأخر للنقل فهو النقل النشط الذي يحتاج لطاقة ويحتاج لبروتين ناقل. 

## النقل النشط
النقل النشط

عمل مضخة الصوديوم والبوتاسيوم هو مثال على النقل النشط الأساسي. بروتينات الناقلين على اليسار تستخدم ATP (ادينوسين ثلالثي الفوسفات) لنقل الصوديوم من الخلية ضد تدرج التركيز. البروتينات على اليمين تستخدم النقل النشط الثانوي لنقل البوتاسيوم إلى الخلية.

النقل النشط أو النقل الفعال هي حركة المواد عبر غشاء عكس انحدار التركيز، أي من التركيز الأعلى إلى الأقل. يحصل هذا لتجميع تراكيز عالية من مواد وجزيئات تحتاجها الخلية، كالجلوكوز والأحماض الأمينية. عندما تكون طبقة الدهون المزدوجة غير نفاذة للمادة التي يجب نقلها، تكون عملية النقل النشط مهمة. إذا كانت العملية تستهلك طاقة كيميائية، مثل ثلاثي فوسفات الأدينوسين، تسمى العملية بالنقل النشط الأولي. النقل النشط الثانوي يعنى باستخدام التدرج الكهروكيميائي، ولا تستخدم الطاقة المنتجة في الخلية. على عكس القنوات البروتينية التي تنقل المواد فقط بواسطة النقل المباشر، يمكن للبروتينات الناقلة أن تنقل الأيونات بواسطة النقل المسهل أو بواسطة النقل الفعال الثانوي.
تمتلك هذه البروتينات الناقلة مستقبلات تتصل بجزيء محدد يحتاج للنقل. على المادة التي يجب نقلها الارتباط بإحدى المستقبلات على مواقع الارتباط، التي لديها ائتلاف معين للرابطة . بعد أن يتم الارتباط، وبينما تكون جهة الارتباط موجهة لنفس الجهة، البروتين الناقل سيقوم بالتقاط أو تغلفة المادة ويسبب بتغيير في أماكنه الداخلية ليصبح البروتين مفتوح من الجهة الأخرى من الغشاء البلازمي، فيقوم البروتين الناقل بترك المادة تخرج. 

## النقل السهل
النقل السهل أو الانتشار المسهل

النقل السهل في غشاء الخلية، والتي تبين القنوات الأيونية (يسار) والبروتينات الناقل (ثلاثة على اليمين).

هو عملية نقل لا نشط تلقائي للجزيئات والأيونات عبر غشاء حيوي عن طريق بروتين تكاملي عبر-غشائي دون الحاجة إلى طاقة. يستخدم النقل المسهَل خاصة في حالة نقل الجزيئات القطبية الكبيرة أو الأيونات ذات الشحنات، فعند ذوبان تلك الأيونات في الماء لا يمكنهم الانتشار بحرية عبر الغشاء الحيوي بسبب الطبيعة الهيدروفوبية للأحماض الدهنية للدهون الفسفورية المكونة للغشاء. نوع البروتينات الناقلة المستخدمة للنقل المسهل تختلف بطبيعتها عن تلا المستخدمة في النقل النشط. البروتينات الناقلة المستخدمة للنقل المسهل لا تحتاج لثلاثي فوسفات الأدينوسين، كما انها لا تقوم بتغيير أماكنها الداخلية لنقل المواد، هي ببساطة تُدْخِل المادة من جهة وتقوم بإطلاقها من الجهة الأخرى. يمكن استخدام هذه البروتينات كمؤشر حيوي. 

## النقل العكسي
النقل العكسي أو انعكاس الناقل هو ظاهرة بحيث مواد البروتين الناقل تتحرك بعكس الاتجاه لحركة البروتين لهم. تحدث عملية النقل العكسي عادةً عندما يكون البروتين الناقل مفسفراً من قبل بروتين كيناز، والذي هو عبارة عن أنزيم يضيف مجموعة الفسفور للبروتينات.

## الأنواع

### 1 – القنوات\المسامات
- قنوات البروتين الحلزونية α
- برميل β الناقل
- السموم المشكلة للقنوات
- قنوات غير-ريبوزومية.
- هولينز: والتي تعمل على تصدير الإنزيمات التي تهضم جدران الخلايا البكتيرية في المراحل المبكرة من تحلل الخلية.

ملاحظة:
- القنوات:

تكون إما في حالة مفتوحة أو في حالة مغلقة. عندما تفتح القناة من خلال تغيير تشكيلي بسيط، تفتح القناة لكلا البيئتين في ذات الوقت (إلى داخل وخارج الخلية). 
المسام:
دائما ما تكون مفتوحة لكلا البيئتين لأمها لا تخضع لتغييرات شكلية، فهي دائما مفتوحة ونشطة.

### 2 – الناقلات المتأثرة بالجهد الكهرومغناطيسي
- الحمالون (الحامل لمادة واحدة، الحامل لعدة مواد، الحامل العكسي لمادتين في نفس الوقت)
- ناقلات الأحماض الأمينية
- ناقلات الجلوكوز
- ناقلات أحاديات الأمين
- ناقلات نيوكليوتايد الأدينين الناقلات الغير ريبوزومية المنشطات المفعلة من قبل تدرج الأيونات
- الناقلات الغير ريبوزومية
- المنشطات المفعلة من قبل تدرج الأيونات

### 4 – ناقلات المجموعات
يوفر هذا النوع من البروتينات آلية خاصة لفسفرة السكريات وهي تنتقل إلى البكتيريا.

### 5 – حاملات الإلكترونات
ناقلات الالكترونات عبر الغشاء تشمل ناقلات إلكرونَيْن، مثل الإنزيم المؤكسد المختزل ثاني الكبريتيد، وتشمل ناقلات إلكترون واحد مثل أكسيداز مختصر فوسفات ثنائي نكليوتيد النيكوتين. في معظم الحالات لا تعتبر هذه البروتينات بروتينات نقل.  

## أمثلة
كل بروتين ناقل، حتى عندما يكونوا في نفس غشاء الخلية، هو محدد لنوع واحد أو عائلة من الجزيئات. على سبيل المثال، جلوت 1 هو اسم بروتين ناقل يمكن ايجاده في جميع الأغشية الخلوية الحيوانية تقريبا، وظيفته نقل الجلوكوز عبر الطبقة الثنائية. ناقلات بروتينية محددة أخرى تساعد أيضا في وظائف الجسد المهمة .

## علم الأمراض
عدد من الأمراض المتوارثة تتضمن عيوب في بروتين ناقل في مادة معينة أو مجموعة من الخلايا. سيستينوريا (وجود الحامض الأميني سيستين في البول والمثانة) هو مرض يتضمن خلل في البروتين الناقل للسيستين في غشاء الخلايا الموجودة في الكلية. نظام النقل هذا عادة ما يزيل السيستين من السوائل المتجهة للبول ويُرجع هذا الحمض الأميني الأساسي للجسم. عندما يتعطل هذا الناقل، تبقى كميات كبيرة من السيستين في البول، حيث تكون غير قابلة للذوبان نسبيا وبالتالي تقوم بالترسب. هذا هو أحد أسباب الأحجار البولية.
وتبين أن بعض البروتينات الناقلة للفيتامينات تكون موجودة بكثرة في المرضى المصابين بأمراض خبيثة. على سبيل المثال، وجد لدى المرضى المصابين بسرطان الثدي مستويات مرتفعة من البروتينات الناقلة للفيتامين ريبوفلافين.